# Campodorus languidulus
Campodorus languidulus är en stekelart som först beskrevs av Holmgren 1857.  Campodorus languidulus ingår i släktet Campodorus, och familjen brokparasitsteklar. Arten är reproducerande i Sverige.